# Уругвайска война
Уругвайската война e военен конфликт между Уругвай и Бразилската империя, подкрепяна от уругвайската партия „Колорадо“.
Започва на 10 август 1864 година и приключва на 20 февруари 1865 година. Войната завършва с победа на бразилците.